# Cachepot

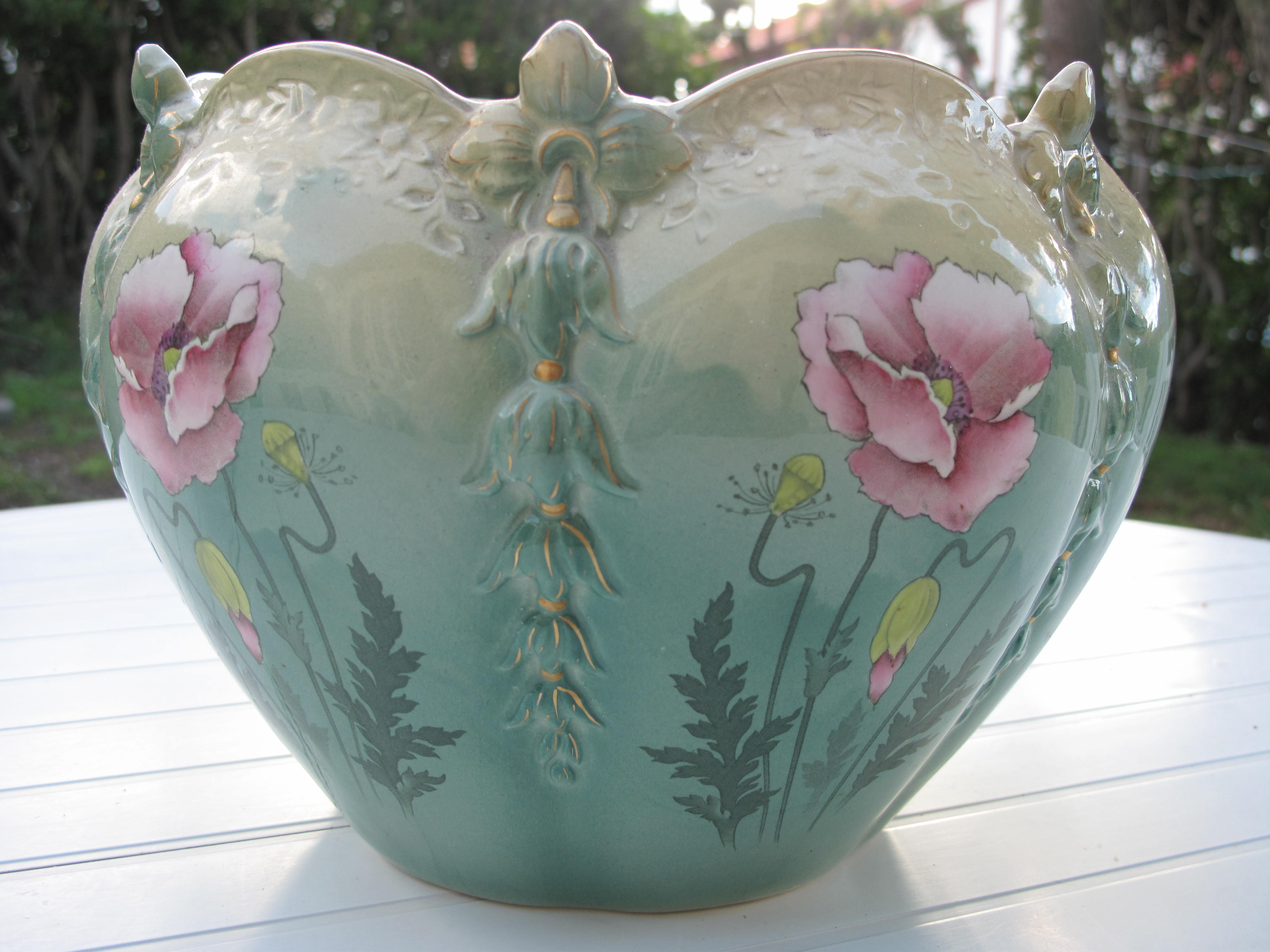
Cachepot in stile Liberty

Il cachepot (dal francese Cache-pot = nascondere un vaso) è un contenitore decorativo per vasi da piante, ma che può contenere anche oggetti diversi. Spesso è realizzato in ceramica.

## Descrizione
Al contrario dei normali vasi da fiori, il cachepot non ha un foro sul fondo per drenare l'eccesso di acqua, così da non rovinare il mobile su cui viene appoggiato. Tuttavia questo può essere un problema per le piante, le cui radici potrebbero marcire nel ristagno di acqua: per questo spesso il fondo del cachepot viene riempito di pallini di argilla, che tengono il vaso isolato da eventuali ristagni.